# Wang (Ausztria)
Wang osztrák mezőváros Alsó-Ausztria Scheibbsi járásában. 2022 januárjában 1394 lakosa volt.

## Elhelyezkedése

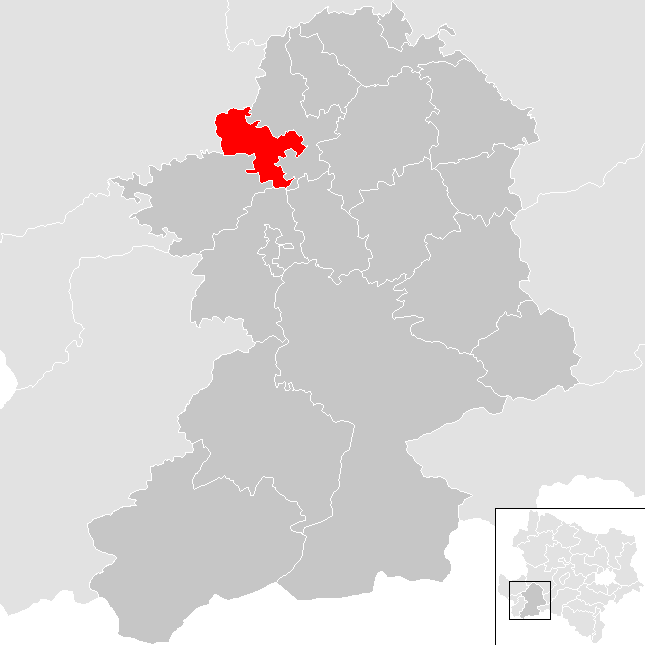
Wang a Scheibbsi járásban

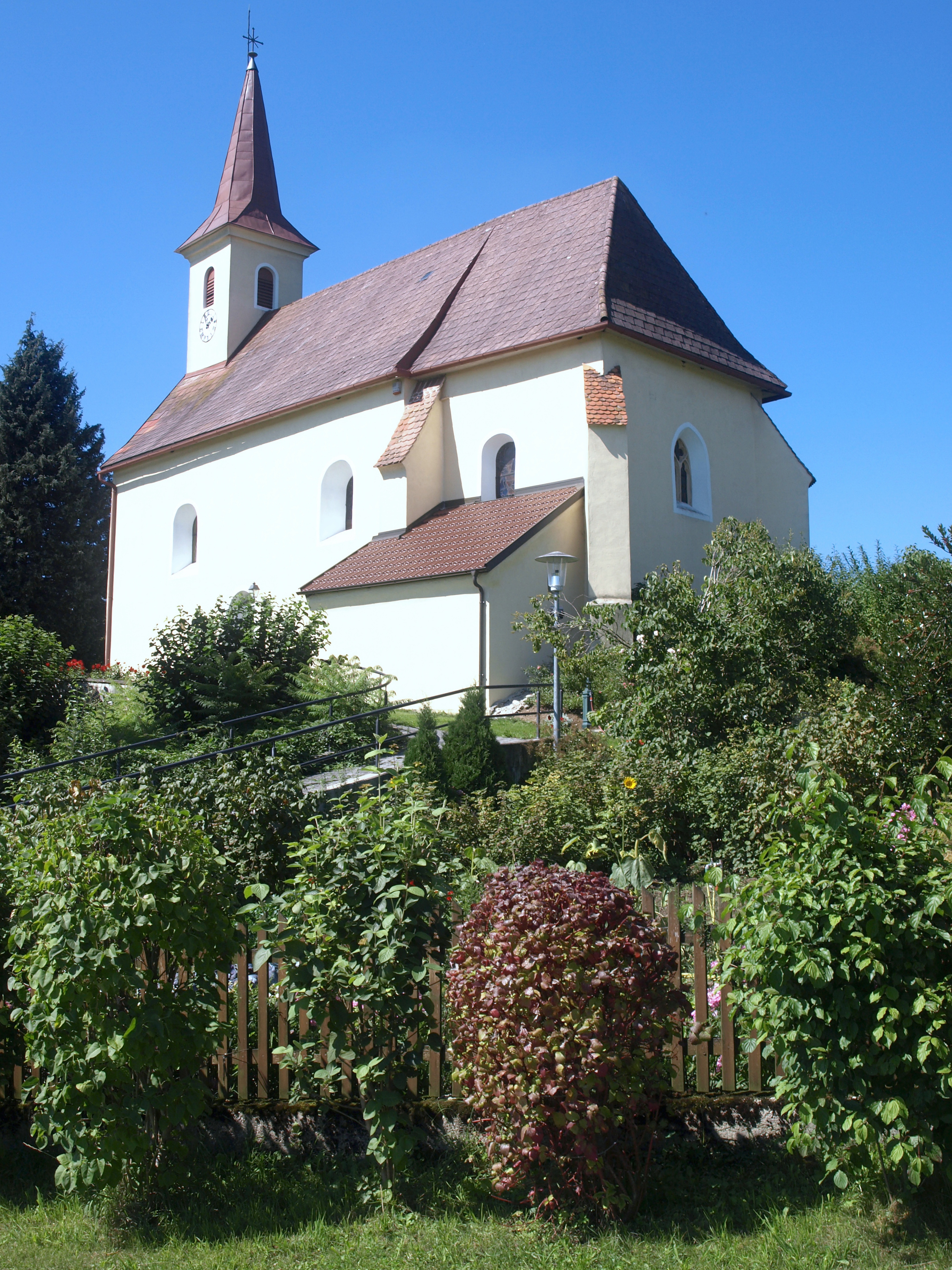
A Szt. Miklós-templom

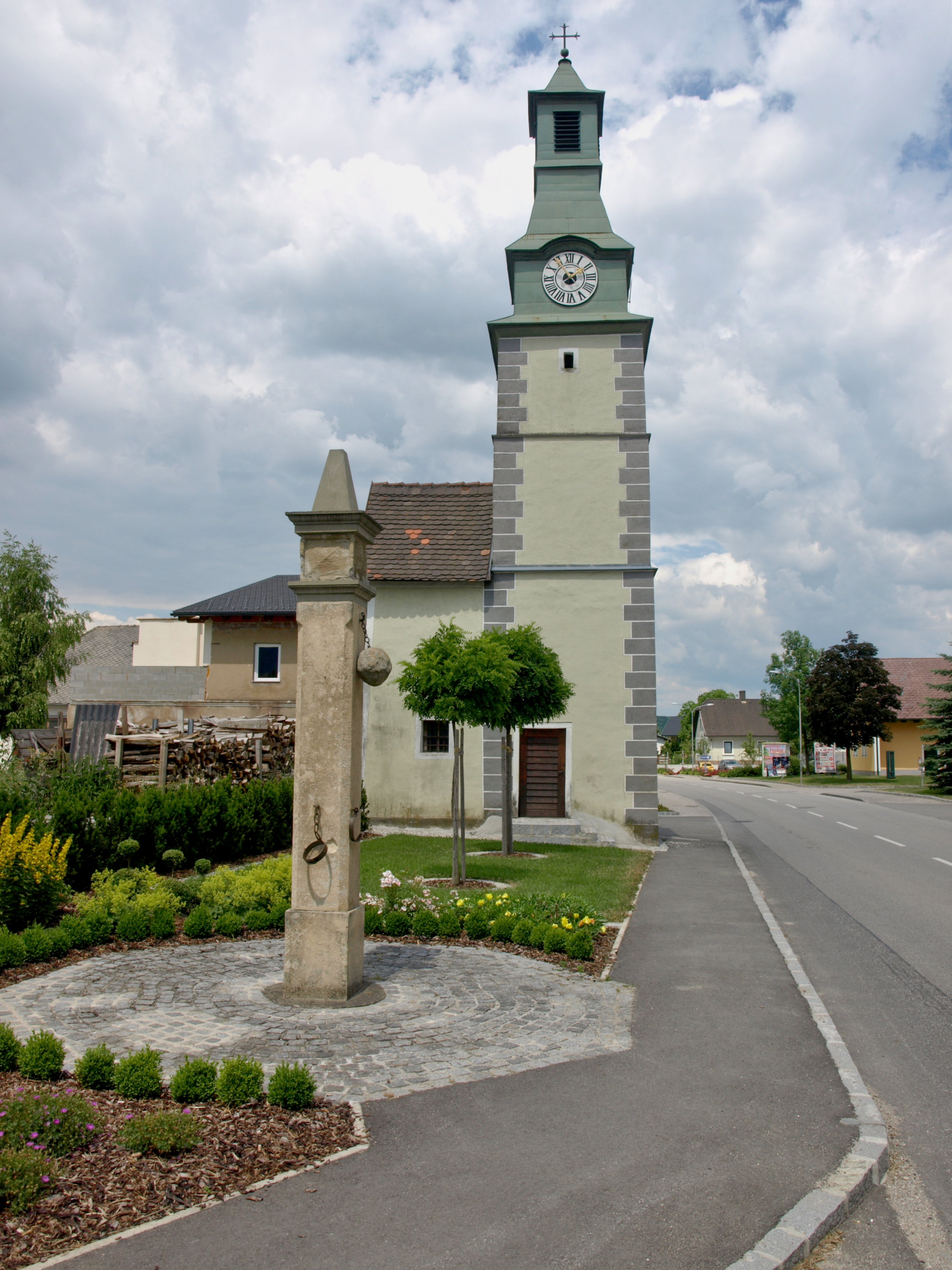
A harangtorony és a pellengér

Wang a tartomány Mostviertel régiójában fekszik, az Eisenwurzen tájegységben, a Kleine Erlauf folyó mentén, az Ybbstali-Alpokban. Területének 29,4%-a erdő, 64,1% áll mezőgazdasági művelés alatt. Az önkormányzat 18 települést és településrészt egyesít: Berg (9 lakos 2022-ben), Ewixen (15), Griesperwarth (51), Grieswang (38), Höfling (11), Hofweid (30), Kaisitzberg (53), Lehmgstetten (145), Mitterberg (71), Nebetenberg (60), Pyhrafeld (31), Reidlingberg (35), Reidlingdorf (28), Reitering (48), Schlott (14), Straß (4), Thurhofwang (143) és Wang (608). A kataszteri közösségek Pyhrafeld, Reidlingberg és Wang.
A környező önkormányzatok: északkeletre Steinakirchen am Forst, délre Gresten-Land, délnyugatra Randegg, északnyugatra Euratsfeld, északra Ferschnitz.

## Története
A wangi templom ajtókeretében egy római kori síremlékdarab található, ami arra utal, hogy a római időkben út szelte át a mai mezőváros területét. A népvándorlás korában előbb osztrogótok (tőlük származtatják Wang nevét, amely "virágos rétet" jelent), majd szlávok telepedtek meg a régióban. 
Wangot 1334-ben említik először írásban. A falu a reinsbergi uradalomhoz tartozott, bár 18 háza a mondseei apátságnak fizette a tizedet. A 14. században már nemesi udvarháza is volt. 1375-ben a Zelking család szerezte meg, őket a Zinsendorfok, majd az Öderek követték. 1538-ban Wang mezővárosi jogokat kapott. Wolff von Oedt és fia, Heinrich az udvarházat három szárnyból álló várkastéllyá bővítette. A bíráskodási jog bizonyítéka az 1553-ban emelt kőpellengér. A 16. században a lakosság többsége protestánssá vált, de a következő században az ellenreformáció visszaterelte őket a katolicizmushoz. A 16. század végén az új földesúr, Wolfgang Nikolaus von Grünthals megépíttette a kastély negyedik szárnyát és árkádos udvarát. 1711-ben az Auerspergek szerezték meg a kastélyt, amit 1834-ben eladtak a Habsburgoknak (az épületet Ferenc császár is megtekintette). 1918-ban a kastély tulajdonjoga az államra szállt; 1927-ben az önkormányzat megvásárolta és azóta polgármesteri hivatal működik benne. 
1970-ben Reidlingberg és Pyhrafeld községek csatlakoztak Wanghoz.

## Lakosság
A wangi önkormányzat területén 2021 januárjában 1394 fő élt. A lakosságszám 1961 óta gyarapodó tendenciát mutat. 2020-ban az ittlakók 97,3%-a volt osztrák állampolgár; a külföldiek közül 0,6% a régi (2004 előtti), 1,4% az új EU-tagállamokból érkezett. 2001-ben a lakosok 98,4%-a római katolikusnak, 1,4% pedig felekezeten kívülinek vallotta magát. Ugyanekkor a német anyanyelvűek (99,5%) mellett csak egy magyar élt a mezővárosban. 
A népesség változása:

| 2016 | 1 318 |
| 2018 | 1 355 |

## Látnivalók
- a volt wangi várkastély (ma városháza)
- a Szt. Miklós-templom
- az 1636-ban emelt harangtorony (egykori börtön)
- a 16. századi pellengér

## Fordítás
- Ez a szócikk részben vagy egészben  a   Wang (Niederösterreich) című német Wikipédia-szócikk ezen változatának fordításán alapul.  Az eredeti cikk szerkesztőit annak laptörténete sorolja fel. Ez a jelzés csupán a megfogalmazás eredetét és a szerzői jogokat jelzi, nem szolgál a cikkben szereplő információk forrásmegjelöléseként.